# Мирзоев, Ариф (футболист)
Ариф Мирзоев (13 января 1980) — туркменский футболист, нападающий. Выступал за сборную Туркменистана.

## Биография
В начале взрослой карьеры выступал на родине за ашхабадские клубы «Копетдаг», «Дагдан», «Ниса» и другие. Становился чемпионом и призёром чемпионата Туркменистана.
В сезоне 2001/02 перешёл в азербайджанский клуб «Нефтчи» (Баку), но сыграл только 3 матча в высшем дивизионе. Два года спустя выступал за другой клуб из Азербайджана — «Карабах» (Агдам), провёл 4 матча. В составе «Нефтчи» стал серебряным призёром чемпионата страны, а в составе «Карабаха» — бронзовым.
В 2005 году перешёл в узбекский клуб «Навбахор», где за полтора сезона забил 23 гола. В сезоне 2006 года с 17 голами занял третье место в споре снайперов чемпионата Узбекистана. Затем играл за узбекские клубы «Самарканд-Динамо» и «Шуртан», но был не слишком результативен.
В конце карьеры играл на родине за «Ашхабад», «Алтын Асыр», «Балкан». В составе «Алтын Асыра» в 2010 году стал победителем и лучшим бомбардиром (6 голов) международного турнира «Кубок Президента Туркменистана». После этого был на просмотре в казахстанском «Окжетпесе», но безуспешно. В составе «Балкана» в 2011 году стал чемпионом страны.
С 2003 года выступал за сборную Туркменистана. Участник финального турнира Кубка Азии 2004 года. Всего за сборную сыграл 21 матч и забил 4 гола.